# ماوريسيو غارسيس
ماوريسيو غارسيس (بالإسبانية: Mauricio Garcés) و اسمه الحقيقي ماوريسيو فارس يزبك هو ممثل مكسيكي من اصل لبناني، ولد في 16 ديسمبر 1926 في المكسيك، وتوفي في 27 فبراير 1989 بمدينة مكسيكو في المكسيك.

## وصلات خارجية
- ماوريسيو غارسيس على موقع IMDb (الإنجليزية)
- ماوريسيو غارسيس على موقع قاعدة بيانات الفيلم (الإنجليزية)